# Independents 4 Change
Independents 4 Change (irl. Neamhspleáigh ar son an Athraithe) – irlandzka partia polityczna o profilu socjalistycznym.

## Historia
Ugrupowanie założone jako ruch polityczny Independents for Equality Movement, w 2015 zorganizowane w partię pod nazwą Independents 4 Change. Inicjatorem powołania był deputowany Mick Wallace. W wyborach w 2016 partia wystawiła pięciu kandydatów do Dáil Éireann, wprowadzając do niższej izby irlandzkiego parlamentu czterech swoich przedstawicieli. W 2019 pod szyldem I4C Mick Wallace i Clare Daly uzyskali mandaty eurodeputowanych IX kadencji. W 2020 mandat do Dáil Éireann z ramienia formacji uzyskała tylko Joan Collins, która wkrótce opuściła to ugrupowanie.